# خورخي أوتيو
خورخي أوتيو (بالإسبانية: Jurgi Oteo) (29 أغسطس 1996 بباراكالدو في إسبانيا - ) هو لاعب كرة قدم إسباني في مركز جناح ‏. شارك مع منتخب إسبانيا تحت 18 سنة لكرة القدم ومنتخب إسبانيا تحت 19 سنة لكرة القدم. أما مع النوادي، فقد لعب مع أتلتيك بيلباو ب ونادي باسكونيا.

## وصلات خارجية
- خورخي أوتيو على موقع قاعدة بيانات كرة القدم.إي يو (الإنجليزية)
- خورخي أوتيو على موقع Soccerway.com (الإنجليزية)
- خورخي أوتيو على موقع عالم كرة القدم.نت (الإنجليزية)
- خورخي أوتيو على موقع AS.com (الإسبانية)